# إيمي رافر لامبمان
إيمي رافر لامبمان (مواليد 5 سبتمبر 1988) هي ممثلة ومغنية أمريكية، أشتهرت بدورها في مسلسل أكاديمية المظلة.